# Eintracht Frankfurt 1989-1990
Questa voce raccoglie le informazioni riguardanti l'Eintracht Frankfurt nelle competizioni ufficiali della stagione 1989-1990.

## Stagione
Nella stagione 1989-1990 l'Eintracht Francoforte, allenato da Jörg Berger, concluse il campionato di Bundesliga al 3º posto. In Coppa di Germania l'Eintracht Francoforte fu eliminato al primo turno dal Bayern Monaco.

## Rosa
| N. |                     | Ruolo | Calciatore       |
| -- | ------------------- | ----- | ---------------- |
|    | Germania (bandiera) | P     | Thomas Ernst     |
|    | Germania (bandiera) | P     | Uli Stein        |
|    | Germania (bandiera) | D     | Uwe Bindewald    |
|    | Germania (bandiera) | D     | Manfred Binz     |
|    | Germania (bandiera) | D     | Michael Klein    |
|    | Germania (bandiera) | D     | Thomas Klepper   |
|    | Germania (bandiera) | D     | Charly Körbel    |
|    | Germania (bandiera) | D     | Björn Pistauer   |
|    | Germania (bandiera) | D     | Dietmar Roth     |
|    | Germania (bandiera) | C     | Dirk Bakalorz    |
|    | Germania (bandiera) | C     | Uwe Bein         |
|    | Germania (bandiera) | C     | Ralf Falkenmayer |

| N. |                        | Ruolo | Calciatore      |
| -- | ---------------------- | ----- | --------------- |
|    | Germania (bandiera)    | C     | Heinz Gründel   |
|    | Germania (bandiera)    | C     | Christian Heide |
|    | Inghilterra (bandiera) | C     | Peter Hobday    |
|    | Germania (bandiera)    | C     | Thomas Lasser   |
|    | Germania (bandiera)    | C     | Ralf Sievers    |
|    | Germania (bandiera)    | C     | Stefan Studer   |
|    | Germania (bandiera)    | C     | Ralf Weber      |
|    | Norvegia (bandiera)    | A     | Jørn Andersen   |
|    | Germania (bandiera)    | A     | Dieter Eckstein |
|    | Germania (bandiera)    | A     | Lothar Sippel   |
|    | Polonia (bandiera)     | A     | Janusz Turowski |
|    | Germania (bandiera)    | A     | Thomas Weiß     |

## Organigramma societario
Area tecnica
- Allenatore: Jörg Berger
- Allenatore in seconda:
- Preparatore dei portieri:
- Preparatori atletici:

## Calciomercato

### Sessione estiva
| Acquisti | Acquisti         | Acquisti           | Acquisti |
| R.       | Nome             | da                 | Modalità |
| -------- | ---------------- | ------------------ | -------- |
| C        | Jens König       | Erzgebirge Aue     |          |
| A        | Thomas Weiß      | Erzgebirge Aue     |          |
| C        | Uwe Bein         | Amburgo            |          |
| D        | Alexander Conrad | Borussia Dortmund  |          |
| C        | Ralf Falkenmayer | Bayer Leverkusen   |          |
| C        | Christian Heide  | Fortuna Düsseldorf |          |
| D        | Michael Klein    | FSV Francoforte    |          |
| A        | Lothar Sippel    | Hessen Kassel      |          |
| C        | Ralf Weber       | Kickers Offenbach  |          |

| Cessioni | Cessioni               | Cessioni          | Cessioni |
| R.       | Nome                   | a                 | Modalità |
| -------- | ---------------------- | ----------------- | -------- |
| D        | Alexander Conrad       | Hessen Kassel     |          |
| A        | Ralf Balzis            | First Vienna      |          |
| C        | Jarosław Biernat       | Bayreuth          |          |
| P        | Hans-Jürgen Gundelach  | Homburg           |          |
| C        | Maximilian Heidenreich | Hannover 96       |          |
| D        | Michael Kostner        | Kickers Offenbach |          |
| C        | Dietmar Rompel         | Hessen Kassel     |          |
| D        | Dieter Schlindwein     | St. Pauli         |          |
| C        | Frank Schulz           | Osnabrück         |          |

### Sessione invernale
| Acquisti | Acquisti | Acquisti | Acquisti |
| R.       | Nome     | da       | Modalità |
| -------- | -------- | -------- | -------- |

| Cessioni | Cessioni   | Cessioni       | Cessioni |
| R.       | Nome       | a              | Modalità |
| -------- | ---------- | -------------- | -------- |
| C        | Jens König | Erzgebirge Aue |          |

## Risultati

### Bundesliga

#### Girone di andata
| Arbitro: | Kriegelstein |

|                                     |           |             |
| Andersen 2’ Hobday 59’ Eckstein 70’ | Marcatori | 45’ Freiler |

| Arbitro: | Weber |

|            |           |              |
| Jusufi 62’ | Marcatori | 14’ Andersen |

| Arbitro: | Wiesel |

|             |           |                       |
| Büskens 79’ | Marcatori | 15’ Andersen 90’ Binz |

| Arbitro: | Barnick |

|                                            |           |  |
| Gründel 19’ Turowski 30’, 57’ Andersen 64’ | Marcatori |  |

| Arbitro: | Krug |

|          |           |                        |
| Kastl 7’ | Marcatori | 66’ (rig.) Falkenmayer |

| Arbitro: | Dellwing |

|                      |           |             |
| Weber 87’ Sippel 89’ | Marcatori | 72’ Bartram |

| Arbitro: | Löwer |

|                       |           |          |
| Kuntz 19’ (rig.), 48’ | Marcatori | 89’ Binz |

| Arbitro: | Merk |

|          |           |                            |
| Bein 55’ | Marcatori | 35’ McInally 80’ Wohlfarth |

| Arbitro: | Osmers |

|                        |           |  |
| Leśniak 6’ Demandt 22’ | Marcatori |  |

| Arbitro: | Pauly |

|                                                         |           |           |
| Sippel 5’ Weber 17’ Falkenmayer 39’ Andersen 70’ (rig.) | Marcatori | 64’ Golke |

| Arbitro: | Dardenne |

|             |           |                     |
| Hermann 82’ | Marcatori | 27’ Bein 64’ Studer |

| Arbitro: | Albrecht |

|  |           |                     |
|  | Marcatori | 3’, 90’ (rig.) Zorc |

| Arbitro: | Heitmann |

|               |           |              |
| Wirsching 14’ | Marcatori | 75’ Andersen |

| Arbitro: | Tritschler |

|                                    |           |  |
| Andersen 72’ Eckstein 83’ Bein 89’ | Marcatori |  |

| Arbitro: | Kentsch |

|                  |           |                                             |
| Dittmer 52’, 74’ | Marcatori | 56’ (aut.) Wohlert 63’ Bein 88’ Falkenmayer |

| Arbitro: | Richmann |

|              |           |             |
| Andersen 19’ | Marcatori | 47’ Hermann |

| Arbitro: | Föckler |

|                                    |           |                                                    |
| Häßler 10’ Rahn 24’ Littbarski 64’ | Marcatori | 7’, 12’, 90’ Eckstein 50’ Falkenmayer 62’ Andersen |

#### Girone di ritorno
| Arbitro: | Assenmacher |

|             |           |              |
| Freiler 54’ | Marcatori | 15’ Turowski |

| Arbitro: | Broska |

|                          |           |  |
| Bein 17’ Falkenmayer 78’ | Marcatori |  |

| Arbitro: | Osmers |

|                          |           |  |
| Bein 48’ Falkenmayer 82’ | Marcatori |  |

| Arbitro: | Dellwing |

|                        |           |                         |
| Nehl 49’ Rzehaczek 51’ | Marcatori | 15’ Andersen 27’ Körbel |

| Arbitro: | Steinborn |

|                                                |           |            |
| Andersen 27’, 53’ Studer 65’ Eckstein 66’, 75’ | Marcatori | 52’ Walter |

| Arbitro: | Kriegelstein |

|             |           |          |
| Steffen 62’ | Marcatori | 63’ Roth |

| Arbitro: | Heitmann |

|                     |           |           |
| Andersen 55’ (rig.) | Marcatori | 39’ Hotić |

| Arbitro: | Pauly |

|            |           |  |
| Strunz 58’ | Marcatori |  |

| Arbitro: | Föckler |

|  |           |                                   |
|  | Marcatori | 57’ Leśniak 64’ Jorginho 90’ Thom |

| Arbitro: | Berg |

|                        |           |                       |
| Ottens 24’ (rig.), 50’ | Marcatori | 35’ Andersen 60’ Bein |

| Arbitro: | Weber |

|              |           |  |
| Andersen 57’ | Marcatori |  |

| Dortmund 11 aprile 1990, ore 20:15 CEST 29ª giornata | Borussia Dortmund | 0 – 0 referto | Eintracht Francoforte | Westfalenstadion (40 370 spett.)\| Arbitro: \| Osmers \| |
| Arbitro:                                             | Osmers            |               |                       |                                                          |

| Arbitro: | Neuner |

|                                             |           |               |
| Gründel 15’, 79’ Bein 39’ Andersen 46’, 82’ | Marcatori | 26’ Metschies |

| Arbitro: | Harder |

|                     |           |                     |
| Criens 8’ Spies 74’ | Marcatori | 84’ (aut.) Klinkert |

| Arbitro: | Rubel |

|          |           |                |
| Binz 59’ | Marcatori | 15’ Westerbeek |

| Arbitro: | Pauly |

|          |           |  |
| Carl 73’ | Marcatori |  |

| Arbitro: | Albrecht |

|                                |           |          |
| Bein 77’ Binz 88’ Andersen 90’ | Marcatori | 29’ Götz |

### Coppa di Germania
| Arbitro: | Strigel |

|  |           |                 |
|  | Marcatori | 34’ Augenthaler |

## Statistiche

### Statistiche di squadra
| Competizione      | Punti | In casa | In casa | In casa | In casa | In casa | In casa | In trasferta | In trasferta | In trasferta | In trasferta | In trasferta | In trasferta | Totale | Totale | Totale | Totale | Totale | Totale | DR  |
| Competizione      | Punti | G       | V       | N       | P       | Gf      | Gs      | G            | V            | N            | P            | Gf           | Gs           | G      | V      | N      | P      | Gf     | Gs     | DR  |
| ----------------- | ----- | ------- | ------- | ------- | ------- | ------- | ------- | ------------ | ------------ | ------------ | ------------ | ------------ | ------------ | ------ | ------ | ------ | ------ | ------ | ------ | --- |
| Bundesliga        | 41    | 17      | 11      | 3       | 3       | 38      | 16      | 17           | 4            | 8            | 5            | 23           | 24           | 34     | 15     | 11     | 8      | 61     | 40     | +21 |
| Coppa di Germania | -     | 1       | 0       | 0       | 1       | 0       | 1       | 0            | 0            | 0            | 0            | 0            | 0            | 1      | 0      | 0      | 1      | 0      | 1      | -1  |
| Totale            | 41    | 18      | 11      | 3       | 4       | 38      | 17      | 17           | 4            | 8            | 5            | 23           | 24           | 35     | 15     | 11     | 9      | 61     | 41     | +20 |

### Andamento in campionato
| Giornata  | 1 | 2 | 3 | 4 | 5 | 6 | 7 | 8 | 9 | 10 | 11 | 12 | 13 | 14 | 15 | 16 | 17 | 18 | 19 | 20 | 21 | 22 | 23 | 24 | 25 | 26 | 27 | 28 | 29 | 30 | 31 | 32 | 33 | 34 |
| --------- | - | - | - | - | - | - | - | - | - | -- | -- | -- | -- | -- | -- | -- | -- | -- | -- | -- | -- | -- | -- | -- | -- | -- | -- | -- | -- | -- | -- | -- | -- | -- |
| Luogo     | C | T | T | C | T | C | T | C | T | C  | T  | C  | T  | C  | T  | C  | T  | T  | C  | C  | T  | C  | T  | C  | T  | C  | T  | C  | T  | C  | T  | C  | T  | C  |
| Risultato | V | N | V | V | N | V | P | P | P | V  | V  | P  | N  | V  | V  | N  | V  | N  | V  | V  | N  | V  | N  | N  | P  | P  | N  | V  | N  | V  | P  | N  | P  | V  |
| Posizione | 2 | 2 | 2 | 1 | 1 | 1 | 2 | 3 | 5 | 4  | 4  | 6  | 5  | 4  | 4  | 5  | 4  | 4  | 3  | 2  | 3  | 2  | 2  | 2  | 2  | 4  | 4  | 4  | 4  | 2  | 4  | 4  | 4  | 3  |

Legenda:

Luogo: C = Casa; T = Trasferta. Risultato: V = Vittoria; N = Pareggio; P = Sconfitta.

### Statistiche dei giocatori
| Giocatore      | Bundesliga | Bundesliga | Bundesliga  | Bundesliga | Coppa di Germania | Coppa di Germania | Coppa di Germania | Coppa di Germania | Totale   | Totale | Totale      | Totale     |
| Giocatore      | Presenze   | Reti       | Ammonizioni | Espulsioni | Presenze          | Reti              | Ammonizioni       | Espulsioni        | Presenze | Reti   | Ammonizioni | Espulsioni |
| -------------- | ---------- | ---------- | ----------- | ---------- | ----------------- | ----------------- | ----------------- | ----------------- | -------- | ------ | ----------- | ---------- |
| J. Andersen    | 34         | 18         | 1           | 0          | 1                 | 0                 | 0                 | 0                 | 35       | 18     | 1           | 0          |
| D. Bakalorz    | 5          | 0          | 1           | 0          | 0                 | 0                 | 0                 | 0                 | 5        | 0      | 1           | 0          |
| U. Bein        | 33         | 9          | 3           | 0          | 1                 | 0                 | 0                 | 0                 | 34       | 9      | 3           | 0          |
| U. Bindewald   | 20         | 0          | 0           | 0          | 0                 | 0                 | 0                 | 0                 | 20       | 0      | 0           | 0          |
| M. Binz        | 34         | 4          | 1           | 0          | 1                 | 0                 | 1                 | 0                 | 35       | 4      | 2           | 0          |
| A. Conrad      | 1          | 0          | 1           | 0          | 0                 | 0                 | 0                 | 0                 | 1        | 0      | 1           | 0          |
| D. Eckstein    | 28         | 7          | 2           | 0          | 0                 | 0                 | 0                 | 0                 | 28       | 7      | 2           | 0          |
| T. Ernst       | 0          | 0          | 0           | 0          | 0                 | 0                 | 0                 | 0                 | 0        | 0      | 0           | 0          |
| R. Falkenmayer | 33         | 6          | 6           | 0          | 1                 | 0                 | 0                 | 0                 | 34       | 6      | 6           | 0          |
| H. Gründel     | 23         | 3          | 4           | 0          | 1                 | 0                 | 0                 | 0                 | 24       | 3      | 4           | 0          |
| C. Heide       | 0          | 0          | 0           | 0          | 0                 | 0                 | 0                 | 0                 | 0        | 0      | 0           | 0          |
| P. Hobday      | 2          | 1          | 0           | 0          | 0                 | 0                 | 0                 | 0                 | 2        | 1      | 0           | 0          |
| M. Klein       | 12         | 0          | 0           | 0          | 0                 | 0                 | 0                 | 0                 | 12       | 0      | 0           | 0          |
| T. Klepper     | 1          | 0          | 0           | 0          | 0                 | 0                 | 0                 | 0                 | 1        | 0      | 0           | 0          |
| C. Körbel      | 34         | 1          | 3           | 0          | 1                 | 0                 | 0                 | 0                 | 35       | 1      | 3           | 0          |
| T. Lasser      | 11         | 0          | 1           | 0          | 0                 | 0                 | 0                 | 0                 | 11       | 0      | 1           | 0          |
| B. Pistauer    | 0          | 0          | 0           | 0          | 0                 | 0                 | 0                 | 0                 | 0        | 0      | 0           | 0          |
| D. Roth        | 26         | 1          | 3           | 0          | 1                 | 0                 | 0                 | 0                 | 27       | 1      | 3           | 0          |
| R. Sievers     | 23         | 0          | 4           | 0          | 1                 | 0                 | 1                 | 0                 | 24       | 0      | 5           | 0          |
| L. Sippel      | 18         | 2          | 2           | 0          | 1                 | 0                 | 1                 | 0                 | 19       | 2      | 3           | 0          |
| U. Stein       | 34         | 0          | 0           | 0          | 1                 | 0                 | 0                 | 0                 | 35       | 0      | 0           | 0          |
| S. Studer      | 33         | 2          | 4           | 0          | 1                 | 0                 | 0                 | 0                 | 34       | 2      | 4           | 0          |
| J. Turowski    | 16         | 3          | 0           | 0          | 1                 | 0                 | 0                 | 0                 | 17       | 3      | 0           | 0          |
| R. Weber       | 18         | 2          | 2           | 0          | 1                 | 0                 | 0                 | 0                 | 19       | 2      | 2           | 0          |
| T. Weiß        | 0          | 0          | 0           | 0          | 0                 | 0                 | 0                 | 0                 | 0        | 0      | 0           | 0          |